# Leontopodium nivale alpinum
 Leontopodium nivale subsp. alpinum   (Cass.) Greuter, 2003 è una sottospecie di pianta angiosperma dicotiledone della famiglia delle Asteraceae (sottofamiglia Asteroideae).

## Etimologia
Il nome generico (Leontopodium) significa letteralmente "piede leonino", ed è un adattamento latino del greco leontopódion (λεοντοπόδιον) da léon (= "leone") e pódion (= "piede"), facendo riferimento alla forma dei capolini fiorali simili ad una zampa di leone. L'epiteto specifico ("nivale") indica un habitat montano di alta quota in presenza abbastanza frequente della neve. L'epiteto sottospecifico (alpinum') è latino e si riferisce alle zone (alpine o montane) di crescita della pianta.
Il nome scientifico della sottospecie è stato definito dai botanici Alexandre Henri Gabriel de Cassini (1781-1832) e Werner Rodolfo Greuter (1938-) nella pubblicazione Willdenowia. Mitteilungen aus dem Botanischen Garten und Museum Berlin-Dahlem. Berlin-Dahlem (Willdenowia 33(2): 244) del 2003.

## Descrizione

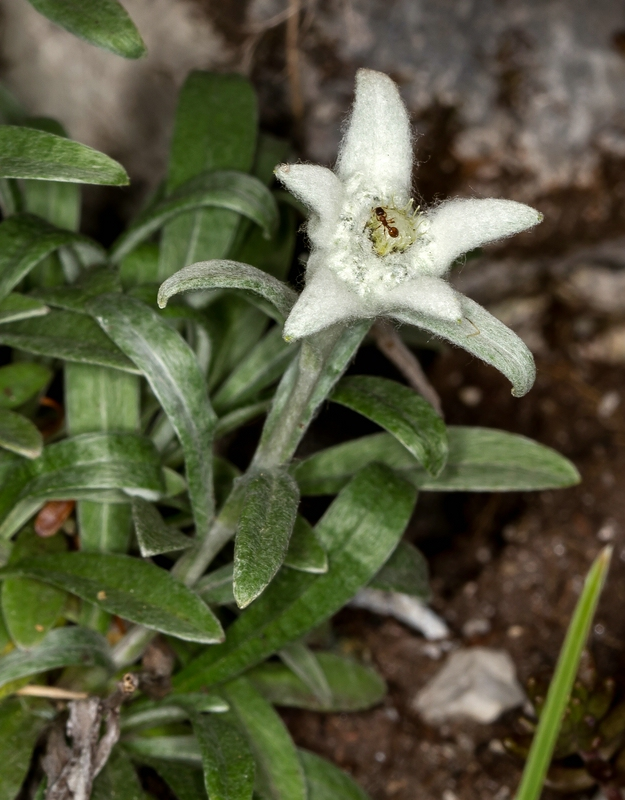
Il portamento

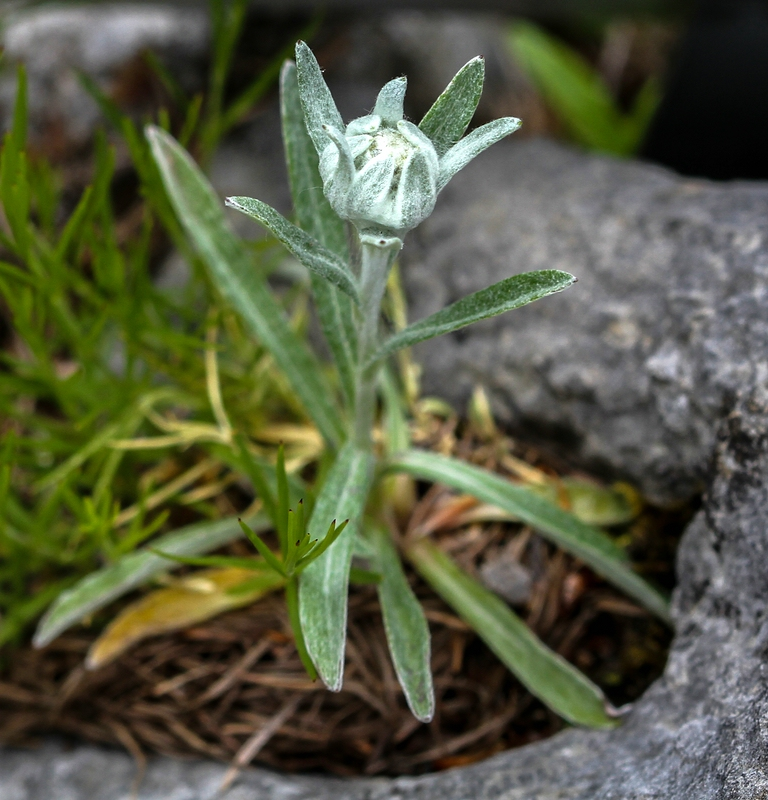
Le foglie

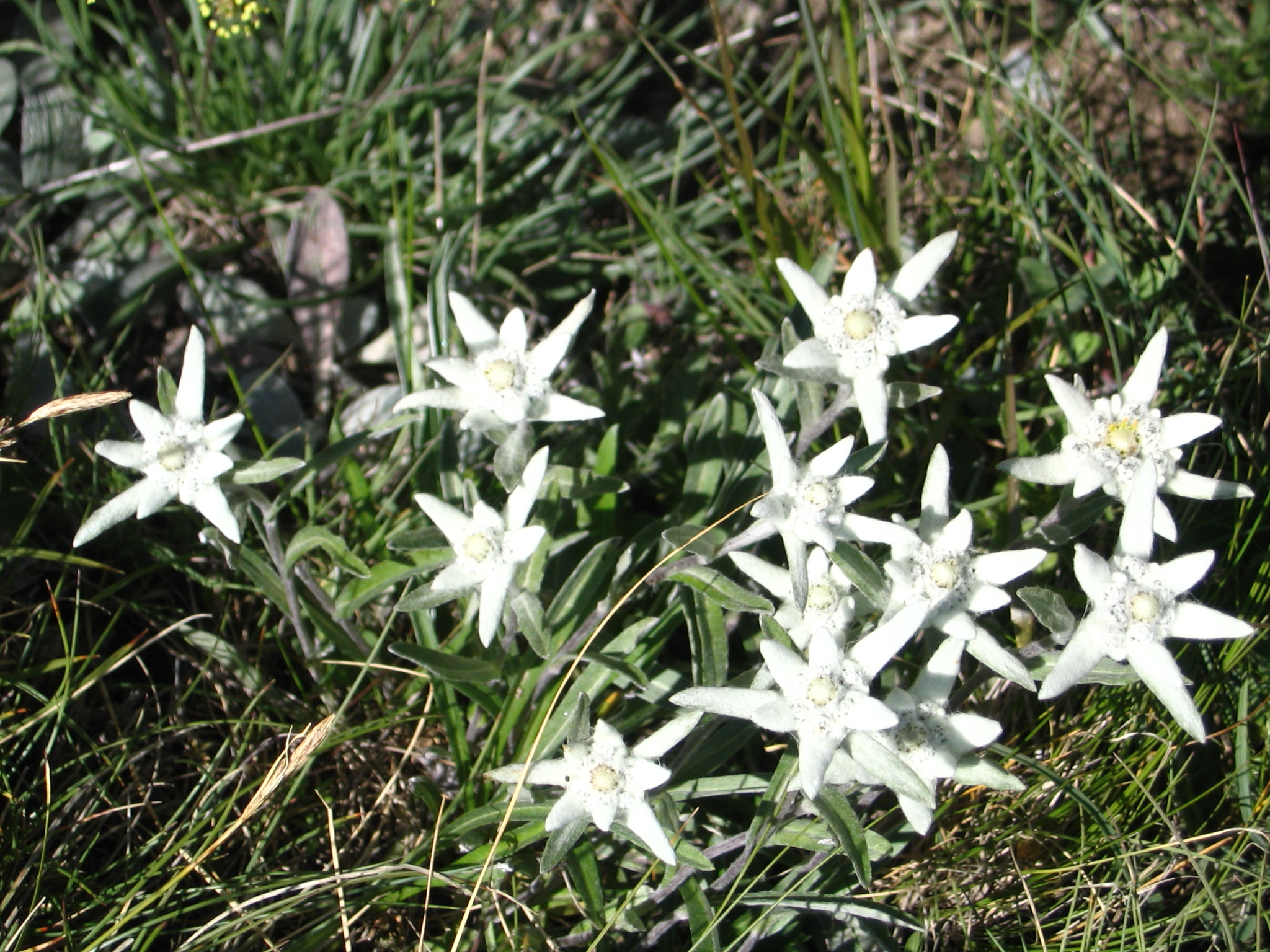
Infiorescenza

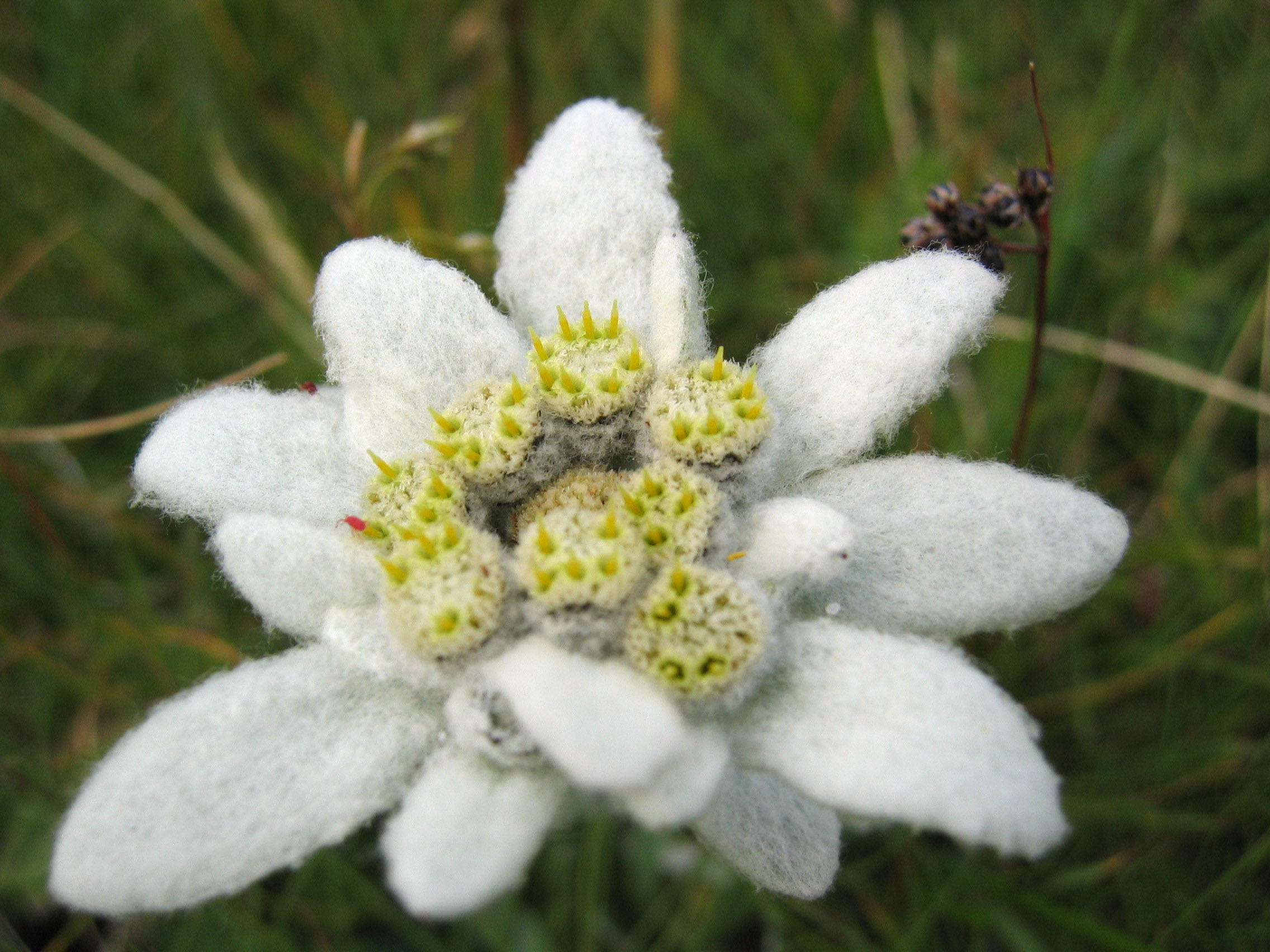
I fiori

Portamento. La specie di questa voce ha un habitus di tipo erbaceo perenne. La forma biologica tipica è emicriptofita scaposa (H scap), ossia sono piante perenni, con gemme svernanti al livello del suolo e protette generalmente dalla neve, dotate di un asse fiorale eretto e spesso con poche foglie. In genere queste specie sono riccamente lanose per limitare l'eccessiva traspirazione in quanto la maggior parte sono originarie di habitat aridi e secchi. Più il sole è intenso, più si ricoprono della fitta inconfondibile lanugine bianco-argento che rende questo fiore così amabile, tenero e morbido all'aspetto. I cauli di queste piante sono provvisti del floema, ma non di canali resiniferi; mentre i sesquiterpeni lattoni sono normalmente assenti (piante senza lattice).
Radici. Le radici sono secondarie da rizoma.
Fusto. Altezza media: da 8 a 15 cm.
- Parte ipogea: la parte sotterranea del fusto consiste in un rizoma.
- Parte epigea: la parte aerea è ascendente, eretta e semplice con poche foglie. In basso può essere legnoso.

Foglie. Le foglie sono sia basali che cauline. Quelle basali formano una rosetta. Sono sessili, intere (margini continui), piatte con forme oblanceolato-lineari e apici acuti (quelle cauline sono più lineari). Entrambe le superfici possono essere tomentose. Dimensione delle foglie basali: 4 - 6 x 25 – 40 mm. Dimensione delle foglie cauline: 2 - 3 x 25 – 40 mm.
Infiorescenza. Le sinflorescenze sono composte da un capolino centrale circondato da altri 5 capolini minori. I capolini sono sottesi da 9 - 15 vistose foglie bratteali lanceolate, patenti, disposte a stella; la superficie in genere è bianco-lanosa e sono molto più lunghe del diametro del glomerulo di capolini: in effetti è la parte più caratteristica della pianta (assolve alla funzione vessillifera rispetto agli insetti impollinatori). Le infiorescenze vere e proprie sono formate da un capolino terminale peduncolato di tipo disciforme (con fiori eterogami). I capolini sono formati da un involucro, con forme ovoidi all'interno del quale un ricettacolo ha la funzione di raccogliere la base dei fiori. Le brattee dell'involucro, a consistenza cartacea, sono colorate di marrone scuro (annerite all'apice) e disposte su più serie e sono essere connate alla base (strati di stereoma indiviso);  talora possono avere un margine ialino. Il ricettacolo è nudo ossia senza pagliette a protezione della base dei fiori; la forma normalmente è piatta o conica. Diametro dell'infiorescenza: 3 – 4 cm. Dimensione dell'involucro: 4 x 5 mm.
Fiori.  I fiori sono tetra-ciclici (formati cioè da 4 verticilli: calice – corolla – androceo – gineceo) e pentameri (calice e corolla formati da 5 elementi). Sono inoltre tubulosi, attinomorfi e si distinguono in:
- fiori del disco esterni: sono femminili e filiformi; lunghezza dei fiori 3 mm.
- fiori del disco centrali: sono funzionalmente maschili per aborto degli organi del gineceo oppure talvolta sono ermafroditi; le forme sono tubulari;

In questo gruppo di piante i fiori radiati (ligulati o del raggio) sono assenti; a volte sono confusi con i fiori femminili (tubulosi) del disco esterno più o meno sub-zigomorfi con un lembo piatto e possono essere interpretati come fiori del raggio.
- Formula fiorale:

*/x K {\displaystyle \infty }, [C (5), A (5)], G 2 (infero), achenio
- Calice: i sepali del calice sono ridotti ad una coroncina di squame.
- Corolla: la forma della corolla normalmente è tubolare con 5 lobi (raramente 4); i lobi hanno delle forme da lanceolate o deltate a lineari. I colori della corolla sono da giallastro a bianco.
- Androceo: l'androceo è formato da 5 stami sorretti da filamenti generalmente liberi; gli stami sono connati e formano un manicotto circondante lo stilo; le teche (produttrici del polline) sono prive di sperone, ma hanno la coda (una sola); le appendici apicali delle antere hanno delle forme piatte; il tessuto endoteciale (rivestimento interno dell'antera) è quasi sempre polarizzato (con due superfici distinte: una verso l'esterno e una verso l'interno). Il polline è di tipo echinato (con punte sporgenti) a forma sferica è formato inoltre da due strati di ectesine, mentre lo strato basale è spesso e regolarmente perforato (tipo “gnafaloide”).[9]
- Gineceo: l'ovario è infero uniloculare formato da 2 carpelli. Lo stilo (il recettore del polline) è intero o biforcato con due stigmi nella parte apicale. Gli stigmi hanno una forma troncata; possono essere ricoperti da minute papille o avere dei penicilli apicali o dorsali. Le superfici stigmatiche sono separate.[9]
- Antesi: da luglio a settembre.

Frutti. Dopo la prolungata fioritura, le brattee appassiscono lasciando i capolini femminili fecondati pronti a far maturare i semi. I frutti sono degli acheni granulosi a forma oblungo-ellissoide. Il pappo di colore paglierino è dimorfico e si differenzia in setole capillari nei fiori femminili e setole clavate in quelli maschili. Le setole sono connate alla base in un anello. Lunghezza degli acheni: 1,3 mm. Lunghezza del pappo: 4 – 6 mm.

## Biologia
Impollinazione: tramite insetti (impollinazione entomogama tramite farfalle diurne e notturne).

Riproduzione: la fecondazione avviene fondamentalmente tramite l'impollinazione dei fiori.

Dispersione: i semi cadono a terra e vengono dispersi soprattutto da insetti come formiche (disseminazione mirmecoria). Un altro tipo di dispersione è zoocoria: gli uncini delle brattee dell'involucro (se presenti) si agganciano ai peli degli animali di passaggio che portano così i semi anche su lunghe distanze. Inoltre per merito del pappo il vento può trasportare i semi anche per alcuni chilometri (disseminazione anemocora).

## Distribuzione e habitat

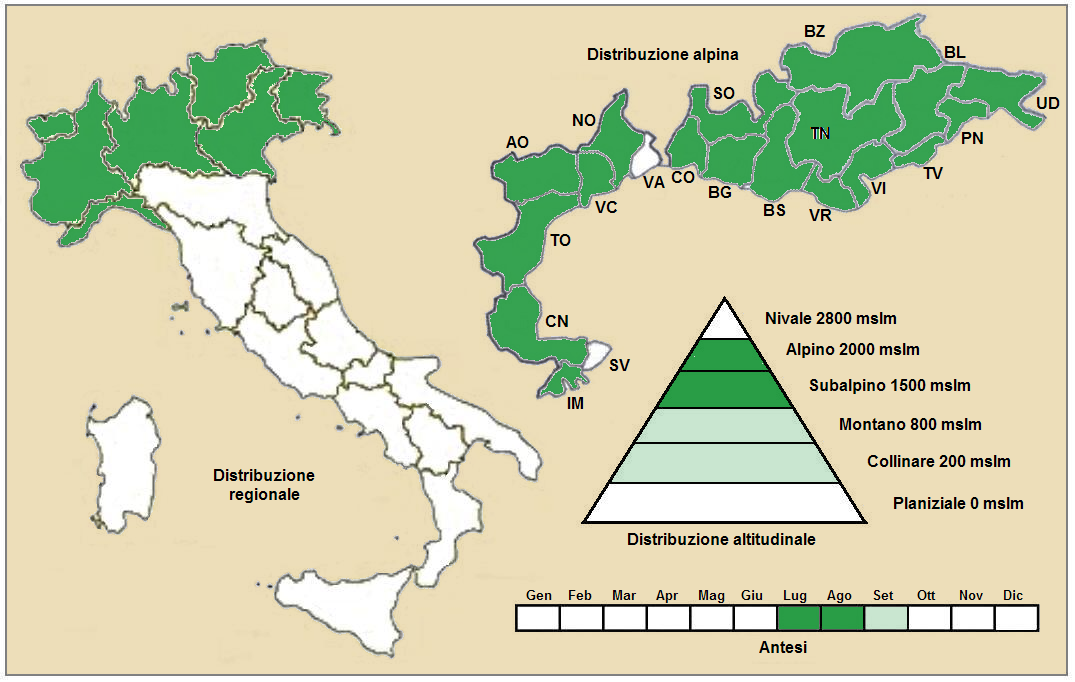
Distribuzione della pianta
(Distribuzione regionale – Distribuzione alpina)

Geoelemento: il tipo corologico (area di origine) è Orofita Eurasiatico. Contrariamente a quanto si potrebbe pensare l'origine di questa pianta sono le zone montuose calde e aride degli altopiani desertici dell'Asia Centrale (altre specie del genere Leontopodium si trovano in queste zone). I rilievi montuosi formatisi nel Miocene hanno contribuito in modo fondamentale alla formazione di varie specie alpine oloartiche  tra cui anche la pianta di questa voce. In seguito la “Stella alpina” si è diffusa in Europa in tempi relativamente recenti durante le ultime glaciazioni. Il collegamento con le specie asiatiche è dimostrato ampiamente da diversi studi fatti sul genere Leontopodium dai quali risultano i stretti rapporti filogenetici di parentela con le specie asiatiche pur considerando la notevole disgiunzione geografica tra i due areali.
Distribuzione: in Italia questa specie si trova nelle Alpi ed è considerata rara a causa soprattutto della sua raccolta indiscriminata. Oltreconfine è presente nelle Alpi francesi, svizzere, austriache e slovene; sugli altri rilievi montuosi europei si trova nel Massiccio del Giura, Pirenei, Alpi Dinariche, Monti Balcani e Carpazi. Altrove si trova dalla Penisola Iberica all'Ucraina.
Habitat: l'habitat tipico di questa pianta sono i pascoli alpini (praterie rase alpine e subalpine); ma anche luoghi rocciosi e pendii franosi (ghiaioni alpini). Il substrato preferito è calcareo con pH basico, bassi valori nutrizionali del terreno che deve essere secco.
Distribuzione altitudinale: sui rilievi alpini, in Italia, queste piante si possono trovare fino a quote comprese tra 1.500 e 2.600 m s.l.m. (massimo 3000 m s.l.m.); frequentano quindi i seguenti piani vegetazionali: subalpino e alpino.

### Fitosociologia
Dal punto di vista fitosociologico alpino la specie di questa voce appartiene alla seguente comunità vegetale:
Formazione: delle comunità delle praterie rase dei piani subalpino e alpino con dominanza di emicriptofite
Classe: Elyno-Seslerietea variae
Ordine: Seslerietalia variae
Alleanza: Seslerion variae

## Tassonomia
La famiglia di appartenenza di questa voce (Asteraceae o Compositae, nomen conservandum) probabilmente originaria del Sud America, è la più numerosa del mondo vegetale, comprende oltre 23.000 specie distribuite su 1.535 generi, oppure 22.750 specie e 1.530 generi secondo altre fonti (una delle checklist più aggiornata elenca fino a 1.679 generi). La famiglia attualmente (2021) è divisa in 16 sottofamiglie; la sottofamiglia Asteroideae è una di queste e rappresenta l'evoluzione più recente di tutta la famiglia.

### Filogenesi
Il genere della specie di questa voce è descritto nella tribù Gnaphalieae (una delle 21 tribù della sottofamiglia Asteroideae) e in particolare nella sottotribù Gnaphaliinae. Da un punto di vista filogenetico, la tribù Gnaphalieae fa parte del supergruppo (o sottofamiglia) "Asteroideae grade"; l'altro è il supergruppo "Non-Asteroideae" contenente il resto delle sottofamiglie delle Asteraceae. All'interno del supergruppo è vicina alle tribù Senecioneae, Calenduleae, Astereae e Anthemideae.
Leontopodium appartiene al clade Flag, un gruppo informale monofiletico della sottotribù Gnaphaliinae che occupa una posizione più o meno "basale" e con il clade Australasian forma un "gruppo fratello". In questo gruppo sono presenti specie dioiche (solo fiori femminili o solo fiori maschili) e piante a portamento cusciniforme. I capolini, in formazioni corimbose o spiciformi, possono essere sottesi da foglie bratteali. Il ricettacolo in alcuni casi è squamoso.
Il "Flag clade", da un punto di vista filogenetico, può essere suddiviso in due parti: il "Lucilia group" basato sui tricomi degli acheni e il resto del clade (in posizione "basale") caratterizzato dalle palee ricettacolari che sottendono, e più o meno racchiudono, i fiori femminili. Il genere delle specie di questa voce appartiene al gruppo "basale" caratterizzato tra l'altro dall'assenza di tricomi.  Le specie di questo genere si differenziano da quelle di Gnaphalium per le sinflorescenze composte da parecchi capolini all'apice dei fusti con una infiorescenza a sviluppo orizzontale e sottesa da foglie bratteali raggianti. I singoli capolini spesso sono solo femminili o solo maschili.
All'interno del genere sono stati individuati una decina di gruppi suddivisi tra due sezioni (sect. Alpina e sect. Nobilia). La specie di questa voce appartiene al gruppo "A" della sect. Alpina comprende tre popolazioni europee: una in Svizzera (e quindi nelle Alpi e Appennini) e due in Bulgaria).
Il numero cromosomico della specie è: 2n = 48 e 52.
La sottospecie alpinum si distingue dalla specie principale in quanto le foglie basali sono oblanceolate con apici acuti e sono più lunghe.

### Sinonimi
Sono elencati alcuni sinonimi per questa entità:
- Leontopodium alpinum   Cass.
- Simlera alpina   (Cass.) Bubani
- Antennaria leontopodium   Gaertn.
- Filago krasensis   Derganc
- Filago leontopodium   L.
- Filago stellata   Lam.
- Gnaphalium krasense   Derganc
- Gnaphalium leontopodium   L.
- Gnaphalium pulchellum   Wall.
- Leontopodium alpinum var. perinicum   Velen.
- Leontopodium helveticum   D.Don ex G.Don
- Leontopodium leontopodium   H.Karst.
- Leontopodium pirinicum   Hand.-Mazz.
- Leontopodium pulchellum   Beauverd
- Leontopodium umbellatum   Bluff & Fingerh.